# 디 아이언 클로
《디 아이언 클로》(영어: The Iron Claw)는 2023년 개봉한 미국의 전기 스포츠 영화이다. 숀 더킨이 감독과 각본을 맡았으며, 케빈 본에릭과 본에릭 가족의 삶을 다룬 작품이다. 배우 잭 에프론이 주인공 케빈 역을 맡았다. 제목은 본에릭 가문 전매특허로 여겨지는 프로레슬링 기술 명칭을 가리킨다.
잭 에프론의 연기를 중심으로 좋은 평가를 받았으며, 전미 비평가 위원회에서 꼽은 2023년 최고의 영화 10선에 포함되었다.

## 줄거리
1979년. 월드 클래스 챔피언십 레슬링(WCCW)을 소유한 전직 프로레슬러 프리츠 본에릭에겐 어려서 죽은 잭 주니어, WCCW에서 뛰고 있는 케빈과 데이비드, 원반던지기 선수 케리, 음악가 지망생 마이크 이렇게 다섯 명의 아들이 있다.
최근 NWA 텍사스 헤비웨이트 챔피언이 된 케빈은 아버지 프리츠가 유독 비극이 많았던 외할머니 가문의 성인 본에릭을 링 네임의 성으로 채택했을 때부터 시작된 "본에릭가의 저주"를 두려워하는데...

## 출연
- 잭 에프론 - 케빈 본에릭 역
- 제러미 앨런 화이트 - 케리 본에릭 역
- 해리스 디킨슨 - 데이비드 본에릭 역
- 모라 티어니 - 도리스 본에릭 역
- 스탠리 사이먼스 - 마이크 본에릭 역
- 홀트 매캘러니 - 프리츠 본에릭 역
- 릴리 제임스 - 팸 애키슨 역
- 마이클 J. 하니 - 빌 머서 역
- 맥스웰 제이컵 프리드먼 - 랜스 본에릭 역
- 브레이디 피어스 - 마이클 헤이스 역
- 에런 딘 아이젠버그 - 릭 플레어 역
- 케빈 앤턴 - 할리 레이스 역
- 캐지 루이 체러기노 - 브루저 브로디 역
- 차보 게레로 - 더 셰이크 역
- 라이언 네메스 - 지노 허낸데즈 역
- 스콧 이네스 - 링 아나운서 역